# ماخوره
ماخوره (به لاتین: Machory) یک روستا در لهستان است که در گمینا رودا مالنگتسکا واقع شده‌است.
 ماخوره  ۱۵۰ نفر جمعیت دارد.